# Klór-pentafluorid
A klór-pentafluorid interhalogén vegyület, képlete ClF5. Először 1963-ban állították elő.
Molekulaalkata C4v szimmetriájú négyzet alapú piramis, melyet nagy felbontású 19F NMR-spektroszkópiával igazoltak.

## Előállítása
Kezdetben klór-trifluorid és fluor nagy hőmérsékleten és nyomáson történő reakciójával állították elő. Emellett MClF4 fém-fluoridok (azaz KClF4, RbClF4, CsClF4) és fluor reakciójával ClF5 és a megfelelő fém-monofluorid keletkezik. 1981-ben a kutatók rájöttek. hogy a nikkel-difluorid kiváló katalizátor klór-pentafluorid előállításához.

## Reakciói
Vízzel hevesen reagál, klór-dioxid-fluorid (kloril-fluorid) és hidrogén-fluorid keletkezik:
ClF5 + 2 H2O → FClO2 + 4HF
A klór-pentafluorid erős fluorozó szer. Szobahőmérsékleten reakcióba lép szinte minden elemmel, a hélium, nitrogén, oxigén, neon, klór, argon és talán a kripton, xenon, radon kivételével.
Patkányok által belélegezve az LC50 értéke 122 ppm/óra.

## Fordítás
Ez a szócikk részben vagy egészben  a   Chlorine pentafluoride című angol Wikipédia-szócikk ezen változatának fordításán alapul.  Az eredeti cikk szerkesztőit annak laptörténete sorolja fel. Ez a jelzés csupán a megfogalmazás eredetét és a szerzői jogokat jelzi, nem szolgál a cikkben szereplő információk forrásmegjelöléseként.